# Ситников, Алексей Владимирович
Алексей Владимирович Ситников (род. 19 июня 1971 в с. Красное-на-Волге Костромской области) — российский агроном, государственный и политический деятель. Депутат Государственной Думы VII созыва, член фракции «Единая Россия», член комитета Госдумы по аграрным вопросам.
За поддержку российской войны против Украины находится под персональными международными санкциями всех стран Европейского союза, Великобритании, США, Канады, Швейцарии, Австралии, Японии, Украины, Новой Зеландии.

## Биография
В 1993 году получил высшее образование по специальности «ученый агроном» с отличием окончив Сельскохозяйственную академию им. К. А. Тимирязева. В 1996 году проходил повышение квалификации на курсах для агробизнеса в США, в 1999 году прошёл обучение в Финляндии. В 2000 году защитил диссертацию на соискание степени кандидата сельскохозяйственных наук во Всероссийском институте овощеводства. В 1988 году, до поступления в ВУЗ работал трактористом в совхозе «Высоковский», возглавляемом его отцом. После окончания ВУЗа, с 1993 по 1995 работал в совхозе «Высоковский» в должности заведующего агрохимической лабораторией, с 1998 по 2002 год — главный агроном, заместитель директора совхоза, с 2002 года работал директором ГУП сельхозпредприятия «Высоковский», с 2012 по 2016 год работал в ООО "Тепличный комбинат «Высоковский» в должности генерального директора.
В 2004 году на дополнительных выборах был выдвинут от партии «Единая Россия» кандидатом в депутаты по одномандатному избирательному округу № 4. В 2005 году избран по спискам «Единой России» депутатом Костромской областной думы IV созыва. В 2010 году вновь избран депутатом областной думы, избран заместителем председателя Костромской областной думы V созыва. В 2015 избран депутатом областной думы, в Думе работал в должности первого заместителя председателя.
С 2005 года работал в Костромской государственной сельскохозяйственной академии в должности профессора кафедры биологии и физиологии растений.
В апреле 2016 года получил вакантный мандат депутата Госдумы VI созыва Валерия Гальченко, досрочно сложившего депутатские полномочия.
В сентябре 2016 года баллотировался от партии "Единая Россия в Госдуму, по итогам выборов избран депутатом Государственной думы VII созыва от одномандатного избирательного округа № 107.
Член политического совета Костромского регионального отделения партии «Единая Россия».

## Законотворческая деятельность
С 2016 по 2019 год, в течение исполнения полномочий депутата Государственной Думы VII созыва, выступил соавтором 10 законодательных инициатив и поправок к проектам федеральных законов.

## Международные санкции
Из-за нарушения территориальной целостности и независимости Украины во время российско-украинской войны находится под персональными международными санкциями разных стран.
23 февраля 2022 года внесён в санкционные списки стран Евросоюза за действия и политику, которые подрывают территориальную целостность, суверенитет и независимость Украины и еще больше дестабилизируют Украину.
24 февраля 2022 года включён в санкционный список Канады «близких соратников режима» за голосование о признании независимости «так называемых республик в Донецке и Луганске».
24 марта 2022 года, на фоне вторжения России на Украину, включён в санкционный список США за «соучастие в войне Путина» и «поддержку усилий Кремля по вторжению в Украину», Госдеп США заявил что депутаты Госдумы используют свои полномочия для преследования инакомыслящих и политических оппонентов, нарушают свободу информации, ограничивают права человека и основные свободы граждан России.
По аналогичным основаниям,  с 25 февраля 2022 года находится под санкциями Швейцарии. С 26 февраля 2022 года находится под санкциями Австралии. С 11 марта 2022 года находится под санкциями Великобритании. С 18 марта 2022 года находится под санкциями Новой Зеландии. С 12 апреля 2022 под персональными санкциями Японии. Указом президента Украины Владимира Зеленского с 7 сентября 2022 года находится под санкциями Украины.

## Награды
- Медаль Русской православной церкви Благоверного князя Даниила Московского III степени (2002)[25].